# Jodi Anderson
Jodi Anderson (eigentlich Judith Anderson; * 10. November 1957 in Chicago, Illinois) ist eine ehemalige US-amerikanische Weitspringerin und Fünf- bzw. Siebenkämpferin.
1977 gewann sie im Weitsprung Bronze bei der Universiade. 1979 holte sie bei den Panamerikanischen Spielen in San Juan Silber im Fünfkampf und bei der Universiade Silber im Weitsprung.
1980 verhinderte der US-Boykott eine Teilnahme an den Olympischen Sommerspielen in Moskau.
Beim Leichtathletik-Weltcup 1981 in Rom wurde sie Zweite im Weitsprung. Beim Siebenkampf der Olympischen Sommerspiele 1984 in Los Angeles gab sie nach drei Disziplinen auf.
Viermal wurde sie US-Meisterin im Weitsprung (1977, 1978, 1980, 1981).

## Persönliche Bestleistungen
- 100 m: 11,38 s, 23. Juni 1980, Eugene
- Weitsprung: 7,00 m, 28. Juni 1980, Eugene
  - Halle: 6,60 m, 28. Februar 1986, Princeton
- Siebenkampf: 6424 Punkte, 17. Juni 1984, Los Angeles